# Nemzetközi π-nap

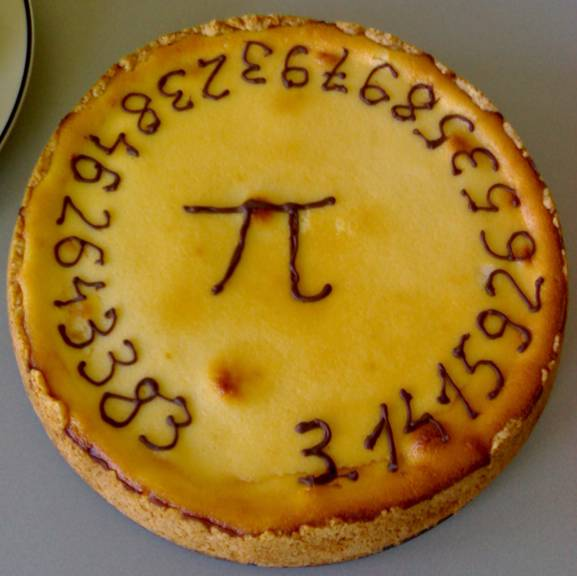
π-napi πte

A nemzetközi π-nap a matematika egyik leghíresebb számának, a π (pí) számnak az ünnepe. A π-napot 1988 óta március 14-én ünneplik, mivel az aznapi dátum (03.14.) számjegyei két tizedesjegyig megegyeznek a matematikai π értékével (3,14...). Ez alkalomból egyre szélesebb körben világszerte különböző rendezvényekkel, vetélkedőkkel és konferenciákkal ünneplik a napot.
Az Amerikai Egyesült Államok Képviselőháza 2009-ben ezt a napot nemzeti π-napnak (National Pi Day) nyilvánította. Hasonlóan a III. hó 14. napjához a július 22. angol dátumozás alapján 22/7, a π közelítő értéke, s ennek alapján is rendeznek további, a π számhoz kötődő ünnepségeket az angolszász nyelvterületen, de ezt a napot Pi Approximation Day-nek nevezik.

## Története
Az ünnep ötletadója Larry Shaw fizikusprofesszor („a π hercege”), a San Franciscó-i Exploratorium nevű természettudományi múzeum munkatársa, akinek a vezetésével 1989 óta rendeznek ünnepi megemlékezéseket. A múzeum kör alakú csarnokában körbejárnak ilyenkor a munkatársak, és elfogyasztják az ünnepi alkalomra készített gyümölcsös pitéket. A pi-te vagy angolul pie is a számra vezethető vissza, és az ünnepi alkalomra rendszerint feliratozzák is ezeket a pitéket, természetesen a π szám minél több tizedesjegyével.
A 2004. évi π-napi ünnepi rendezvényen Daniel Tammet 22 514 tizedesjegyig sorolta fel a π számot.
Ezen a téren a csúcstartó a japán Haragucsi Akira, aki 2006-ban 100 000 tizedesjegyet sorolt fel, de ez 16 órájába tellett.
A 2010. évi π-napon a Google ünneplésként köröket és a π-hez köthető szimbólumokat tüntetett föl a keresőikonja körül.

## A dátumhoz és a π számhoz köthető érdekességek
A titokzatos (π) már az ókor óta nagyon sokat szerepelt különböző összefüggéseiben. Ez a szám 3,1415926535…-tel kezdődik és a végtelenségig tart, egyúttal a matematikában és a fizikában használt transzcendens szám. Az Euklideszi geometriában a kör kerületének és átmérőjének arányaként határozzák meg. Számos érdességet is hordoz azonban, például ha összeadjuk az első húsz tizedesjegyét, 100-at kapunk eredményként. Ha összeadjuk az első (6+6) × (6+6), tehát 144 tizedesjegyet, akkor 666-ot kapunk. A széles körben ismert 3,14 mint a π századokra kerekített értéke teljesen megegyezik a március 14. angol dátumozásban használt 3/14 formájával. Érdekesség, hogy 1879-ben ezen a napon született Albert Einstein, és 2018-ban ezen a napon halt meg Stephen Hawking.
Nagy ünnepe volt a számnak 2015. március 14., hiszen ekkor a π (3,1415) megegyezett a 3/14/15 dátumformátummal, és emiatt a legpontosabb π-dátumnak tekinthető. További dátumok is számíthatók a π szám alapján, hiszen november 10. az év 314. napja. December 21. délután 1 óra 13 perc az év 355. napjának ezen perce a π régi kínai közelítésének képletét idézi, a 355/113-at.

## Az ünnepek lefolyása
Különbözőképpen ünnepelnek világszerte, de általában ez alkalomból rendezvényeket, vetélkedőket, konferenciákat szerveznek, ahol „ünneplik” a számot, és számos matematikai könyv is ilyenkor jelenik meg. Egyre szélesebb körben elterjedt, hogy ilyen alkalmakkor az ünneplők közösen elfogyasztják az eseményre készített gyümölcsös pitéket.
Az Amerikai Egyesült Államokban például a Massachusetts Institute of Technology egyetem erre a napra időzítve értesíti ki a leendő hallgatóit a felvételükről.